# Felsennest

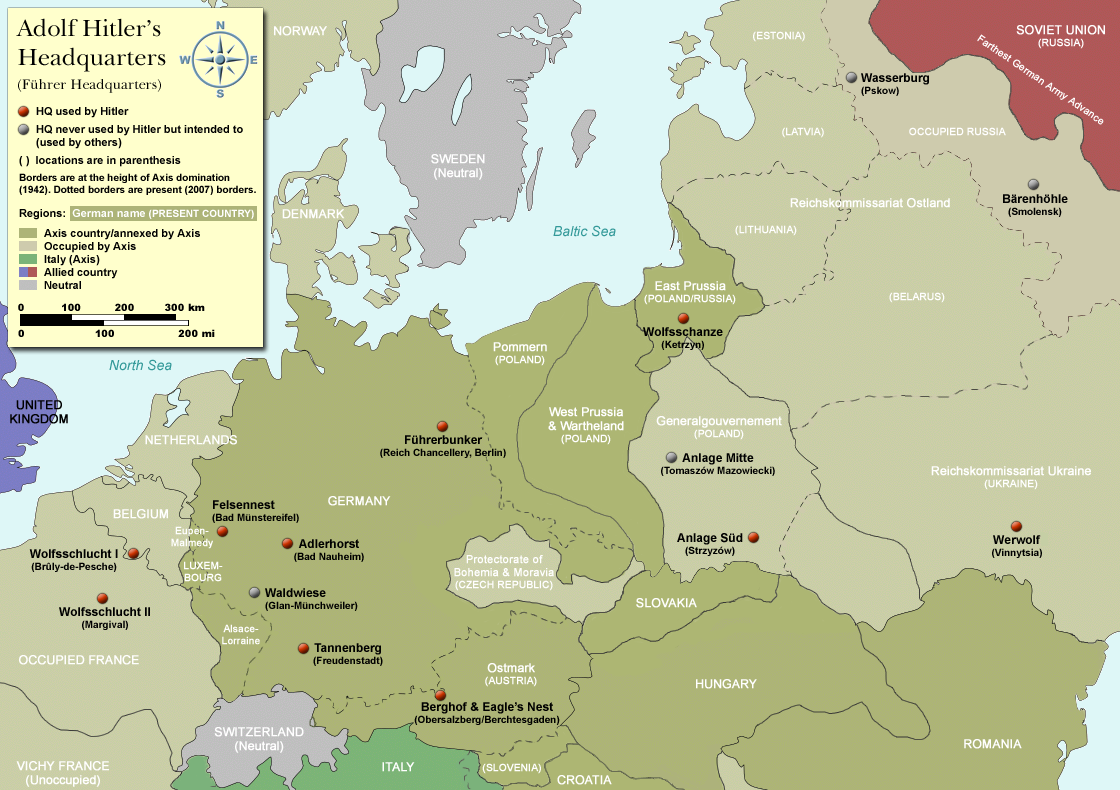
Carte montrant la localisation du Felsennest et des autres quartiers généraux du Führer à travers l'Europe.

Lors de la Seconde Guerre mondiale, au début l'offensive allemande de 1940 à l'Ouest, le Felsennest (« Nid rocheux » en français) est le nom de code de l'un des quartiers généraux du Führer, situé près de Bad Münstereifel dans l'Ouest de l'Allemagne, non loin des frontières belge et néerlandaise. Il était beaucoup moins grand que les autres quartiers généraux d'Adolf Hitler. Celui-ci se rendit au Felsennest à l'automne 1939, pour étudier l'invasion de la France, de la Belgique, du Luxembourg et des Pays-Bas. Il y retourna le 10 mai 1940, quand l'invasion fut lancée.

## Source
- (en) Cet article est partiellement ou en totalité issu de l’article de Wikipédia en anglais intitulé « Felsennest » (voir la liste des auteurs).